# Жален спомен за лютите рани на България през година 1876
„Жален спомен за лютите рани на България през година 1876“ е книга от Илия Блъсков, издадена през 1878 г. в Букурещ заедно с котленеца Гено Цончев.
Отпечатана е в Печатницата на Дор. П. Куку.